# Bernd Gögel

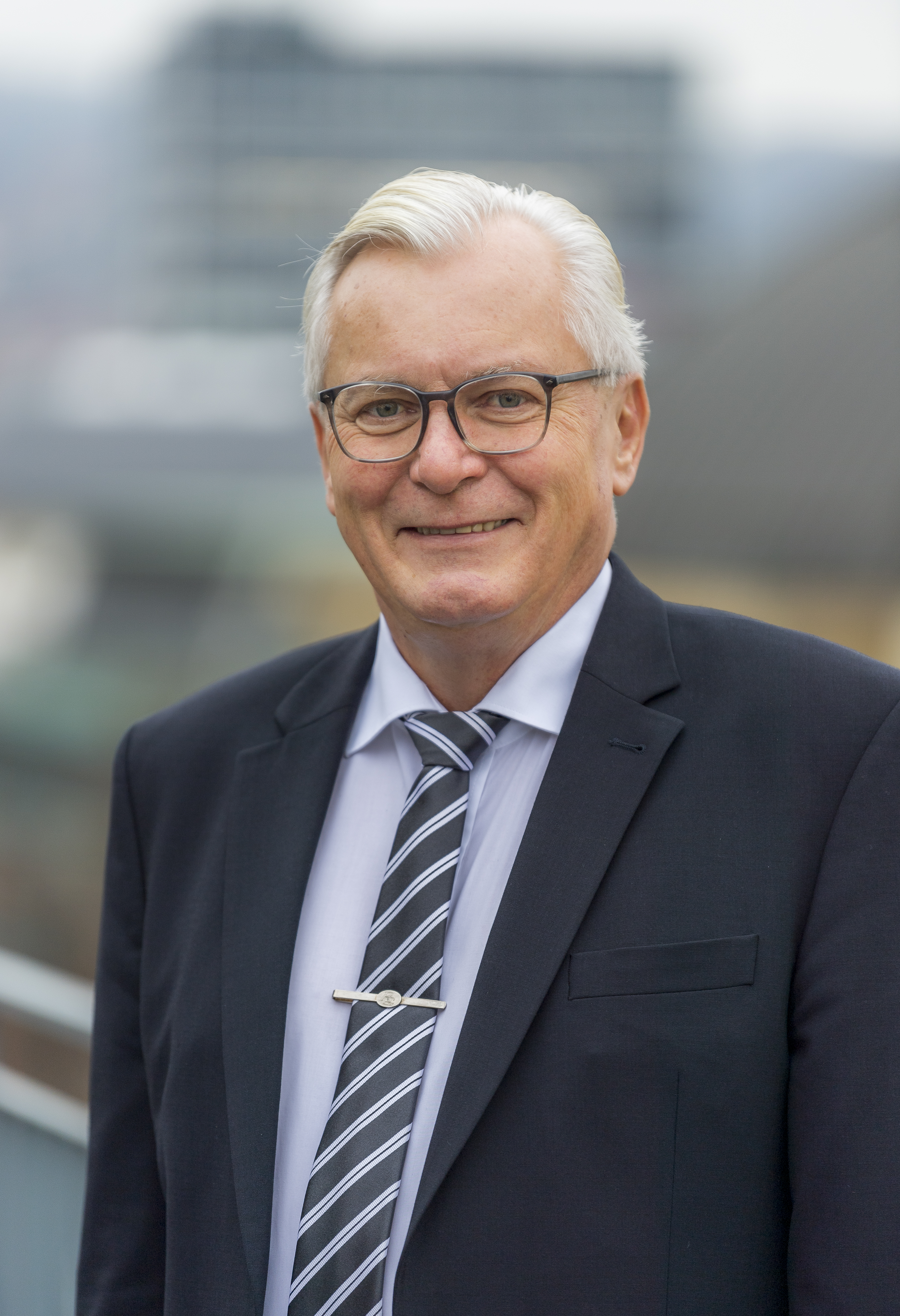
Bernd Gögel (2020)

Bernd Gögel (* 9. Januar 1955 in Niefern) ist ein deutscher Politiker (AfD). Seit März 2016 ist er Abgeordneter im Landtag von Baden-Württemberg. Von Dezember 2017 bis Dezember 2022 war er Fraktionsvorsitzender der AfD-Fraktion. Von Februar 2019 bis Februar 2020 war er neben Dirk Spaniel Co-Landessprecher der Landespartei.

## Leben
Gögel besuchte von 1965 bis 1973 die Werkrealschule in Pforzheim. 1973 bis 1976 absolvierte er eine Berufsausbildung zum Kaufmann im Groß- und Außenhandel. Anschließend leistete er seinen Grundwehrdienst bei der Bundeswehr in Diez ab. Von 1978 bis 1983 war er Substitut-Marktleiter im Großhandel in Pforzheim, danach war er als kaufmännischer Angestellter im Logistikbereich tätig, bis er sich 2003 mit dem Speditionsunternehmen G 2 Logistik & Service GmbH selbständig machte. Er wohnt in Tiefenbronn-Mühlhausen.
Bernd Gögel ist Mitglied der Alternative für Deutschland. Er gilt mit der Zeichnung der Erfurter Resolution im Jahr 2015 als ein Gründungsmitglied der AfD-Teilorganisation „Der Flügel“ in Baden-Württemberg.
Gögel wurde bei der Landtagswahl in Baden-Württemberg 2016 mit 19,2 Prozent der Stimmen im Wahlkreis Enz über ein Zweitmandat in den Landtag von Baden-Württemberg gewählt.  Im Dezember 2017 wurde er als Nachfolger von Jörg Meuthen Fraktionsvorsitzender der AfD im baden-württembergischen Landtag. Auf dem Landesparteitag am 23. Februar 2019 in Heidenheim wurde er neben Dirk Spaniel zum Sprecher des Landesverbandes gewählt. Er setzte sich mit 380 zu 320 Stimmen gegen Emil Sänze durch.
Gögel war Spitzenkandidat der AfD bei der Landtagswahl in Baden-Württemberg 2021. Die AfD musste bei dieser Wahl einen Verlust von 5,4 Prozentpunkten im Vergleich zur vorherigen Wahl hinnehmen und erreichte 9,7 Prozent der Stimmen. In Gögels Wahlkreis Enz betrug der Verlust 6,3 Prozentpunkte, doch mit 12,9 Prozent der Stimmen konnte er erneut über ein Zweitmandat in den Landtag einziehen. Zum Jahresende 2022 legte er aufgrund eines Strafbefehl wegen Schwarzarbeitsvorwürfen gegen ihn das Amt des Fraktionsvorsitzenden nieder. Ihm folgte Anton Baron nach. Im Dezember 2023 wurde Gögel schließlich vom Amtsgericht Pforzheim zu einer Geldstrafe verurteilt.
Im Jahr 2021 wurde Gögel wegen eines Facebook-Posts in einem Gutachten des Bundesamts für Verfassungsschutz genannt. Laut dem Gutachten habe er Flüchtlinge „entmenschlicht“, indem er sie mit dem Coronavirus verglich.
Bei der Landtagswahl 2026 kandidiert Gögel nicht erneut.